# Maksilopodi
Maksilopodi (znanstveno ime Maxillopoda) so raznolik razred rakov, v katerega uvrščamo približno 23.000 danes znanih vrst. Nimajo veliko skupnih značilnosti, zato je status razreda nejasen in so ga biologi z revizijami pogosto spreminjali. Nekatere klasifikacije ga sploh ne upoštevajo in obravnavajo vse vključene skupine kot samostojne razrede. Večino predstavnikov druži telesna zgradba s petimi členi glave, sedmimi členi oprsja in štirimi členi zadka, pri čemer so spolne odprtine na zadnjem členu oprsja. Klasifikacija je težavna zaradi dejstva, da so mnogi predstavniki zajedavski, zaradi česar imajo močno spremenjeno telesno zgradbo.
Daleč največji podrazred so ceponožci (Copepoda), razširjeni po vsem svetu, z več kot 16.000 vrstami. Poleg njih je številčnejši še podrazred Thecostraca, kamor spadajo raki vitičnjaki (Cirripedia). Ceponožci so najpomembnejši sestavni del planktona, medtem ko so med njimi tudi bentoške, sladkovodne in zajedavske vrste. Ostali podrazredi so majhni in močno specializirani, med njimi denimo škrgorepci (Branchiura), ki zajedajo na ribah. Za jezičkarje (Pentastomida), ki so črvaste oblike in zajedajo na vretenčarjih, dolgo časa sploh niso vedeli, da spadajo med rake.

## Taksonomija
Med maksilopode običajno uvrščamo šest podrazredov:
- podrazred Thecostraca
  - nižji razred Cirripedia (vitičnjaki)
  - nižji razred Facetotecta
  - nižji razred Ascothoracida
- podrazred Tantulocarida
- podrazred Branchiura (škrgorepci)
  - red Arguloida
- podrazred Pentastomida (jezičkarji)
  - red Cephalobaenida
  - red Porocephalida
  - red Raillietiellida
  - red Reighardiida
- podrazred Mystacocarida
- podrazred Copepoda (ceponožci)
  - red Calanoida
  - red Cyclopoida
  - red Gelyelloida
  - red Harpacticoida
  - red Misophrioida
  - red Monstrilloida
  - red Mormonilloida
  - red Platycopioida
  - red Poecilostomatoida
  - red Siphonostomatoida